# Comin' Home
"Comin' Home" är en låt av KISS från deras andra platta 1974, Hotter Than Hell. Låten är skriven av de båda gitarristerna Paul Stanley och Ace Frehley. 
"Comin' Home" är en av två låtar som de båda gitarristerna Paul Stanley och Ace Frehley komponerade. 
"Comin' Home" spelades aldrig live på Hotter Than Hell Tour men öppnade nästan alla gig på KISS akustiska konsertturné 1995.
Låten har gjorts på svenska av Rolf Carlsson, och finns på hans album "Kyssar & Guld" (2009).